# 特鲁卡扎诺
特鲁卡扎诺（義大利語：Truccazzano），是意大利米兰省的一个市镇。总面积22平方公里，人口5940人，人口密度270.0人/平方公里（2009年）。国家统计（ISTAT）代码为015224。